# Distrito Escolar Primario de Chula Vista
El Distrito Escolar Primario de Chula Vista (Chula Vista Elementary School District, CVESD) es un distrito escolar de California. Tiene su sede en Chula Vista.
El distrito, con una superficie de 103 millas cuadradas, está ubicado entre la Ciudad de San Diego y la Frontera entre Estados Unidos y México. Está el distrito escolar primario (Kindergarten-Grado 6) más grande del Estado de California. En el año escolar de 2011-2012, tiene 45 escuelas, 27.700 estudiantes, 1.421 empleados titulados, y 1.077 empleados clasificados.

## Demografía
En el año escolar de 2011-2012, el distrito tiene 27.700 estudiantes, incluyendo 45% que participan en el programa de almuerzo gratis o a precio reducido y 35% que con dominio limitado del inglés. De los estudiantes, 68% son hispanos, 13% son blancos, 11% son flipinos, 4% son afroamericanos, 3% son asiáticos o de las Islas del Pacífico, y 1% son otros.